# Pseudozalissa bella
Pseudozalissa bella är en fjärilsart som beskrevs av George Thomas Bethune-Baker 1906. Pseudozalissa bella ingår i släktet Pseudozalissa och familjen nattflyn. Inga underarter finns listade.